# Бунчу
Bunchū (文中) је јапанска ера (ненко) Јужног двора током првог раздобља Муромачи периода, познатог још и као Нанбокучо период. Настала је након Кентоку и пре Тенџу ере. Временски је трајала од октобра 1372. до маја 1375. године. Владајући монарх у Јужном двору био је цар Чокеи док је у Северном то био цар Го Енју.

## Еквивалентне ере Северног двора
- Оан (1368–1375).[3]

## Важнији догађаји Бунчу ере
- 1372. (Бунчу 1): Шогун Ашикага Јошимицу утврђује годишњи приход за храм Ивашимизу.[3]
- 1373-1406. (Бунчу 2 - Оеи 13): Успостављају се дипломатски односи (амбасаде) између Кине и Јапана.[4]
- 1374. (Бунчу 3): Бивши цар Го Когон умире у 73 години.[5]
- 1374. (Бунчу 3): Цар Го Енју постаје владар Северног двора.[4]